# Jakob II. Gistl
Jakob (auch Jacob) II. Gistl (geboren im 16. Jahrhundert in Weilheim; gestorben 8. Februar 1587 in Wilhering) war ein österreichischer Zisterzienser. Von 1584 bis 1587 amtierte er als Abt des Klosters Wilhering.

## Leben
Jakob Gistl aus Weilheim in Oberbayern war Professe des Benediktinerstifts Fiecht in Tirol. Nach dem Tod des Vorgängersabts Johann II. Hammerschmied am 22. Oktober 1583 wurde er am 23. Oktober 1584 zum neuen Abt des Klosters Wilhering ernannt und am 25. Januar 1585 in sein Amt eingeführt. Abt Gistl verstarb bereits nach etwas mehr zwei Jahren Amtszeit als Abt von Wilhering am 8. Februar 1587, sein Nachfolger wurde Alexander a Lacu.